# Elmer Bernstein
Elmer Bernstein (New York, New York, 1922. április 4. – Ojai, Kalifornia, 2004. augusztus 18.) amerikai filmzeneszerző.

## Életpályája és munkássága
New Yorkban nőtt fel, a Walden School diákja volt, majd a New York-i Egyetemen végzett. A második világháború idején az amerikai hadsereg katonájaként harcolt. 
A színházhoz és a filmhez fűződő kapcsolata gyerekkorában kezdődött: már gyerekszínészként fellépett a Broadway-n, később díszletet festett és táncolt, de újságíróként is szerencsét próbált. Filmzeneszerzői karrierje rádióműsorokkal, televíziós és ipari dokumentumfilmekkel kezdődött az 50-es évek elején. Az áttörést Az arany kezű férfi (The Man with the Golden Arm) zenéje hozta meg számára 1955-ben.
Karrierje során számos műfajban és stílusban bizonyította tehetségét. Jazzt írt Az aranykezű férfihoz, westernzenét A hét mesterlövészhez (The Magnificent Seven), és a könnyed vígjátékok mestere volt: az Ízig-vérig modern Millie (Thoroughly Modern Millie) zenéjével Oscar-díjat nyert. 
Filmográfiája több mint 200 címet foglal magába.
Tizennégyszer jelölték Oscarra, de mindössze egyszer nyerte el a díjat. Ő az egyetlen filmes, akit egymás után hat évtizedben, hatszor jelöltek Oscarra: kapott egy-egy jelölést az 50-es, a 60-as, a 70-es, a 80-as, a 90-es és a 2000-es években is.
1963 és 1969 között az amerikai filmakadémia elnöke volt.
Az 1955-ben alapított Young Musicians Foundation (YMF) Elmer Bernstein-ösztöndíjjal tüntet ki fiatal amerikai tehetségeket. Az ösztöndíj anyagi segítséget, zenetanulási és kiemelkedési lehetőségeket is magába foglal.
1996. március 28-án csillagot kapott a hollywoodi Hírességek sétányán, a Walk of Fame-en.

## Magánélete
1946 és 1965 között Pearl Glusman volt a felesége. 1965 és 2004 között Eve Adamson volt a párja.
Gyermekei Peter Bernstein zeneszerző, Emilie A. Bernstein hangszerelő, Gregory Bernstein író és Elizabeth Bernstein.

## Filmjei
- Hirtelen félelem (1952)
- Az aranykezű férfi (1955)
- Tízparancsolat (1956)
- A siker édes illata (1957)
- A seriff jelvénye (1957)
- Vágy a szilfák alatt (1958)
- Indulnak a királyok (1958)
- A kalóz (1958)
- Rohanva jöttek (1958)
- General Electric Theater (1958-1959)
- Johnny Staccato (1959-1960)
- Riverboat (1959-1960)
- A hét mesterlövész (1960)
- Ki nem mondott szeretet (1961)
- Jó fiú és rossz fiú (1961)
- Az alcatrazi ember (1962)
- Ne bántsátok a feketerigót! (1962)
- Story Of… (1962-1963)
- Saints and Sinners (1962-1963)
- A nagy szökés (1963)
- A Nap királyai (1963)
- Szerelem a megfelelő idegennel (1963)
- Hollywood and the Stars (1963-1964)
- Henry Orient világa (1964)
- Kalandorok (1964)
- Egy rakomány whiskey (1965)
- A négy mesterlövész – Az Elder banda (1965)
- Hét asszony (1966)
- Az óriás árnyéka (1966)
- A hét bátor mindig győz (1966)
- Ízig-vérig modern Millie (1967)
- The Big Walley (1967-1968)
- Skalpvadászok (1968)
- Szeretlek, Alice B. Toklas! (1968)
- Julia (1968-1970)
- A hét mesterlövész telibe talál (1969)
- A félszemű seriff (1969)
- A remageni híd (1969)
- A különleges tengerész (1969)
- L. B. Jones felszabadítása (1970)
- Appointment with Destiny (1971-1973)
- Owen Marshall, Counselor at Law (1971-1974)
- Jake visszalő (1971)
- Vakrémület (1971)
- The Rookies (1972-1976)
- Újra nyeregben a hét mesterlövész (1972)
- Cahill, az USA békebírája (1973)
- Detektív két tűz között (1974)
- Aranybánya (1974)
- Ellery Queen (1975-1976)
- Jelentés a felügyelőnek (1975)
- Ritkaságok boltja (1975)
- A mesterlövész (1976)
- Déltől háromig (1976)
- Once an Eagle (1976-1977)
- Jégtörők (1977)
- Testvérszövetség (1978)
- Dilibogyók - Táborparádé (1979)
- A nagy Santini (1979)
- Hármas számú űrbázis (1980)
- Majomkodó örökösök (1981)
- Bombázók a seregnek (1981)
- Mulató a sztrádán (1981)
- Egy amerikai farkasember Londonban (1981)
- Airplane 2. - A folytatás (1982)
- Űrvadász (1983)
- Szerepcsere (1983)
- Én és a te anyád (1983)
- Szellemirtók (1984)
- A fekete üst (1985)
- Kémek, mint mi (1985)
- Törvényszéki héják (1986)
- A három amigó (1986)
- Némasági fogadalom (1987)
- Leonard, a titkosügynök (1987)
- Fura farm (1988)
- Két szülő közt (1988)
- A pusztító szél harcosai (1989)
- A bal lábam (1989)
- A rét (1990)
- Svindlerek (1990)
- Lövöldözés Harlemben (1991)
- Rózsa és tövis (1991)
- Cape Fear – A rettegés foka (1991)
- Veszett kutya és Glória (1993)
- Özvegyek klubja (1993)
- A nagymama soha! (1993)
- Az ártatlanság kora (1993)
- A jófiú (1993)
- A csillagok szerelmese (1995)
- Pajzs a résen, avagy a tökéletlen erő (1995)
- Golyóálló (1996)
- Az esőcsináló (1997)
- Majomszeretet (1997)
- Egy alagút Kínába (1997)
- Önkéntes lovasság (1997)
- Rejtélyes alkony (1998)
- A hét mesterlövész (1998)
- A holtak útja (1999)
- Fekete csillag (1999)
- Tíz elveszett év (1999)
- Viharos vakáció (2000)
- Kínai kávé (2000)
- Ég velünk! (2000)
- Távol a mennyországtól (2002)

## Válogatott díjai
- Oscar-díj a legjobb eredeti filmzenének (1968) Ízig-vérig modern Millie
- Golden Globe a legjobb eredeti filmzenének (1966) Hawaii
- Golden Globe a legjobb eredeti filmzenének (1962) Ne bántsátok a feketerigót!
- Primetime Emmy a legjobb eredeti televíziós filmzenének (1964) The Making of the President 1960
- Arany Málna a legrosszabb filmzenének (1985) Bolero